# Škoda 14T
A Škoda 14 T (más néven Elektra) egy ötszekciós, alacsony padlós, egyirányú villamos, melyet a Škoda Transportation kifejezetten a prágai villamoshálózatra fejlesztett ki. A szerelvényt a Porsche Design tervezte. A hattengelyes járműnek 50%-a alacsony padlós, és a prágai hálózat sajátosságainak megfelelően különleges adhéziós körülmények között is helyt tud állni, így akár 8,5 fokos emelkedőn is fel tud menni. Elődje a Škoda 05 T.

## Járműszerkezet
A villamos ötszekciós, melyet csuklószerkezetek kötnek össze, s alatta három forgóváz található. Hat ajtaja van, melyek a jármű jobb oldalán helyezkednek el, ugyanis a villamos egyirányú. Ebből öt szolgálja az utascserét, egy pedig a járművezető számára van fenntartva, a vezetőfülke ugyanis el van különítve. Ez a kialakítása miatt megtévesztő lehet azon utasok számára, akik az első ajtón szeretnének felszállni. Maga a villamos csak részben alacsony padlós, a többi (de még mindig meglehetősen alacsonyan fekvő) részhez képest 25 cm a különbség, melyet lépcsővel hidaltak át. Szoftveres vezérlőrendszere megakadályozza a kanyarokba való túl gyors érkezést, illetve hosszú egyenes szakaszokon képes a sebesség tartására is. Elődeihez képest újítás, hogy már nem pedálokkal, hanem egy menetszabályzó karral kell vezetni. Ugyancsak újítás, hogy visszapillantó tükrök helyett kamerák biztosítják a kilátást, valamint maga a jármű is be van kamerázva.

## Szállítások
A típusból 2006-ig három példány készült, Prága 20 járművet rendelt opcionális 40-nel. Ezt végül, mivel a jármű bevált, fenntartották, s 2009-re mind a 60 forgalomba állt. Később sok kritika érte a típust a hajtóművek hibái miatt, valamint a forgóvázak sorozatos repedései miatt, ami ideiglenes forgalomból való kivonást valamint gyatra üzemkészséget eredményezett. Így alig tíz évvel a gyártásukat követően esetleges eladásuk vagy selejtezésük is felmerült.

## Képgaléria

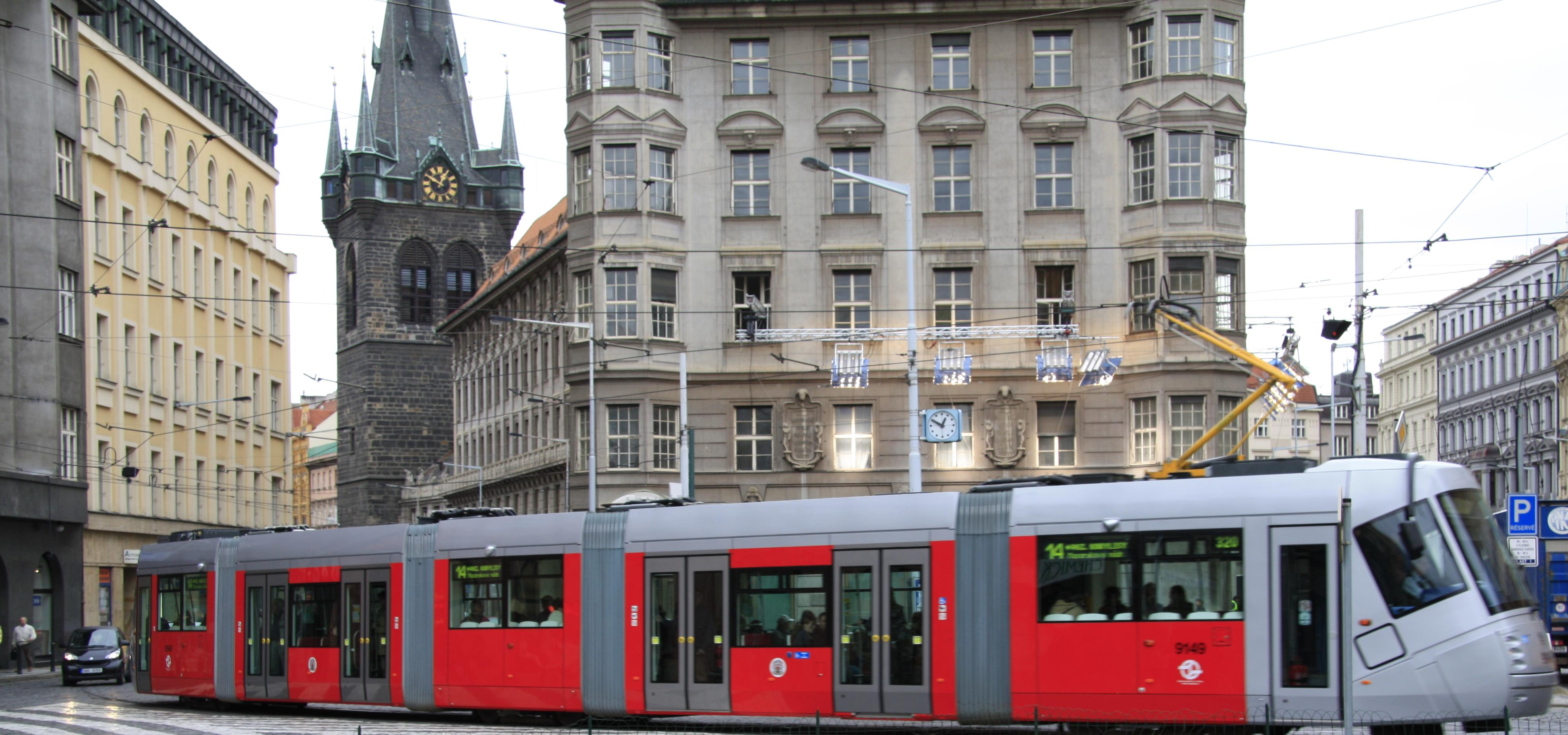
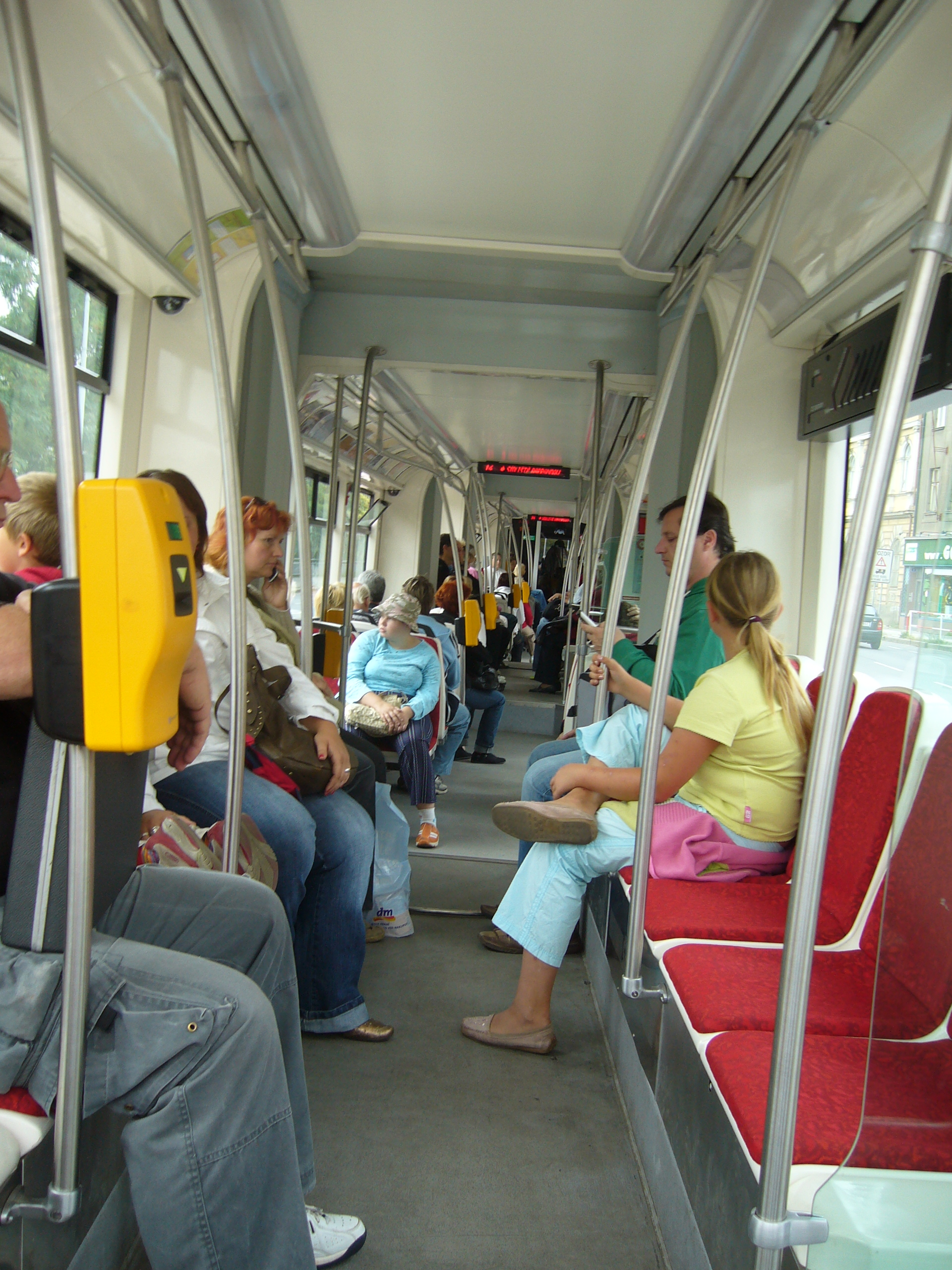
A Škoda 14T utastere
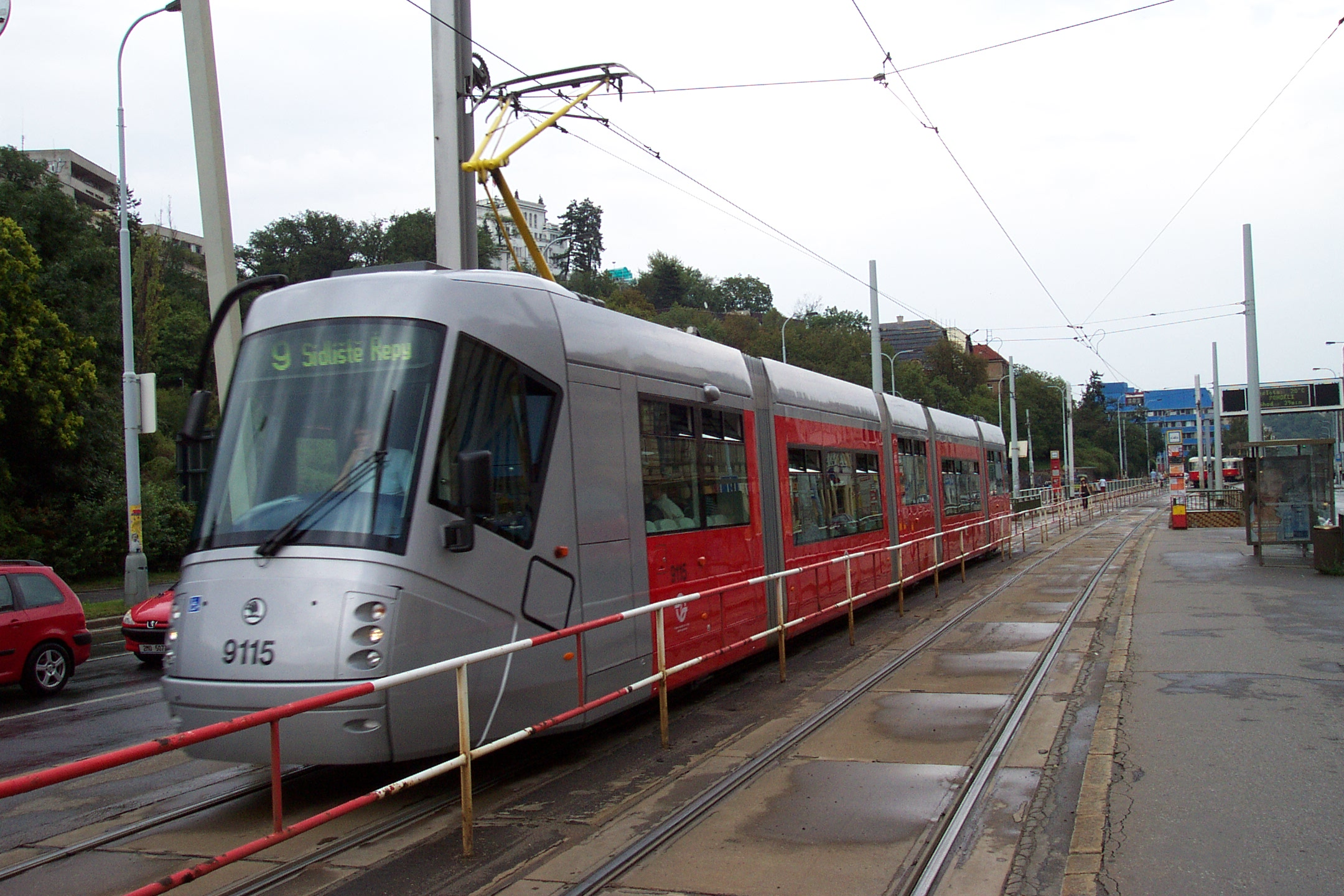